# Enoplognatha lordosa
Enoplognatha lordosa es una especie de araña araneomorfa del género Enoplognatha, familia Theridiidae. Fue descrita científicamente por Zhu & Song en 1992.
Habita en China y Japón.